# Honzuki no Gekokujou
Honzuki no Gekokujou (本好きの下剋上 ～司書になるためには手段を選んでいられません～, Honzuki no Gekokujou: Shisho ni Naru Tame ni wa Shudan wo Erandeiraremasen, lit. "Ascenção de uma Devoradora de Livros: Eu não vou Parar por Nada Para me Tornar uma Bibliotecária") é uma light novel japonesa de fantasia  escrita por Miya Kazuki e ilustrada por You Shiina. Foi serializada online de setembro de 2013 a março de 2017 no site de publicação de novels Shōsetsuka ni Narō. Posteriormente, foi adquirido pela TO Books, que publicou trinta e três volumes desde janeiro de 2015.
Uma adaptação em mangá da primeira parte com a arte de Suzuka foi serializada online através do site Niconico Seiga de outubro de 2015 a julho de 2018. Foi organizado em sete volumes tankōbon pela TO Books. Tanto a light novel quanto o mangá são publicados em inglês pela J-Novel Club. Uma adaptação em anime pelo estúdio Ajia-do Animation Works foi ao ar na primeira metade de outubro a dezembro de 2019, e a segunda parte foi ao ar de abril a junho de 2020. Um episódio OVA de duas partes lançado em março de 2020. Uma terceira temporada foi ao ar de abril a Junho de 2022.